# Sarah Al-Matary
Sarah Al-Matary, née en 1980, est une chercheuse française, historienne de la littérature. Spécialiste de la littérature des XIXe et XXe siècles, elle enseigne à l'université Lumière-Lyon-II.

## Biographie
Fille d'un ouvrier jordanien et d'une enseignante issue de réfugiés de la guerre d'Espagne, elle est née et a grandi au Havre. En 2000, elle a intégré l'École normale supérieure en lettres et sciences humaines de Lyon et obtenu l'agrégation de lettres modernes quelques années plus tard. Sa thèse de doctorat sur l'idée de « race latine » (France-Amérique hispanique, 1860-1933), soutenue en 2008, a reçu le prix de la Maison d'Auguste Comte.
Corédactrice en chef de la revue électronique La Vie des idées, membre de plusieurs comités de rédaction parmi lesquels ceux de Mil neuf cent : Revue d'histoire intellectuelle, Études sociales et Romantisme, Sarah Al-Matary s'intéresse aux relations qu’entretiennent la littérature et les idéologies, particulièrement aux genres et aux supports jugés mineurs (presse, essai, écrits de femmes, d’ouvriers, production pornographique). En 2019, elle publie aux éditions du Seuil un essai sur l'anti-intellectualisme intitulé La haine des clercs. Il est suivi en 2024, chez le même éditeur, par Deux Célèbres Inconnues. Le mystère Jeanne Weil(l), "biographie croisée" de deux femmes juives homonymes ayant vécu à la Belle Epoque, Jeanne Weil (la mère de Marcel Proust) et Jeanne Weill, plus connue sous le pseudonyme de Dick May. Ce livre est aussi une enquête de sciences sociales où l'autrice évoque son propre parcours.
Présidente de la Société d'étude des langages du politique (SELP), qu'elle anime notamment avec la directrice de la revue Mots, Chloé Gaboriaux entre 2018 et 2021, elle est intervenue à partir de mai 2019 sur Le Média TV, où elle a pris en charge quelques chroniques linguistiques intitulées « À mots découverts ».
En 2023, elle intègre sur France Culture l'équipe critique des Midis de Culture.

## Récompenses et distinctions
- 2020 : Membre junior de l'Institut universitaire de France[13].